# Daisuke Ishizu
Daisuke Ishizu (jap. 石津 大介, Ishizu Daisuke; * 15. Januar 1990 in Fukuoka, Präfektur Fukuoka) ist ein japanischer Fußballspieler.

## Karriere
Daisuke Ishizu erlernte das Fußballspielen in der Jugendmannschaft des Shingu FC, der Schulmannschaft der Ohori Senior High School sowie in der Universitätsmannschaft der Universität Fukuoka. Von September 2010 bis Dezember 2010 und von Mai 2011 bis November 2011 wurde er von der Universität an Avispa Fukuoka ausgeliehen. 2010 spielte der Verein in der zweiten Liga, der J2 League. Ende 2010 stieg der Verein als Tabellendritter der J2 in die erste Liga auf. Nach nur einem Jahr musste der Verein wieder den Weg in die zweite Liga antreten. 2012 wurde er von Avispa fest verpflichtet. Von August 2014 bis Januar 2017 wurde er an Vissel Kōbe ausgeliehen. Mit dem Verein aus Kōbe spielte er 59-mal in der ersten Liga, der J1 League. Nach der Ausleihe kehrte er Anfang 2017 wieder zu Avispa zurück. Ende der Saison 2020 wurde er mit dem Verein Vizemeister und stieg in die erste Liga auf. Im Februar 2022 nahm ihn der Drittligist FC Gifu aus Gifu unter Vertrag. Hier stand er eine Saison unter Vertrag und absolvierte 21 Drittligaspiele. Im Januar 2023 unterschrieb er einen Vertrag beim ebenfalls in der dritten Liga spielenden Tegevajaro Miyazaki.

## Erfolge
Avispa Fukuoka
- Japanischer Zweitligavizemeister: 2020  ▲